# Bagoas (cortesano de Alejandro)
Para otros personajes históricos llamados Bagoas, véase Bagoas (desambiguación).
Bagoas (en persa antiguo: Bagoi) fue un eunuco persa del siglo IV a. C., que perteneció a la corte del rey Darío III y posteriormente fue adoptado por la de Alejandro Magno, tras la conquista del imperio persa por parte de este.
Mantuvo relaciones sentimentales y posiblemente sexuales con ambos reyes, alcanzando de esta manera una posición personal muy cercana a ellos, a pesar de haber carecido en ambas ocasiones de cualquier tipo de poder.

## Origen confuso
No está claro cuál es el origen del eunuco Bagoas. Probablemente fue un descendiente de las ricas y nobles familias caídas en desgracia en las frecuentes luchas por el trono que se producían en el Imperio persa.
En cualquier caso está constatado que, despojado de familia y libertad, fue convertido en esclavo como tantos otros eunucos. Castrado seguramente en su infancia o en los primeros años de su adolescencia, se convirtió en una propiedad que los persas de clases medias y altas utilizaban para cuidar y acompañar a sus mujeres y para su propio placer personal.
Es probable que en su desgracia influyera un señor persa llamado Orxines, al que posteriormente, siendo amante de Alejandro Magno, Bagoas acusó de ciertos crímenes, siendo finalmente condenado. Sin embargo no está claro este punto, puesto que mientras Ptolomeo (367-283 a. C.) o Plutarco (46-120) defienden esta versión, el historiador romano Quinto Curcio (siglo I) defiende la inocencia de Orxines y el malintencionado uso que Bagoas hizo del afecto de Alejandro.
Hay que decir que Plutarco y Ptolomeo son fuentes más cercanas, habiendo sido Ptolomeo general y amigo personal de Alejandro, mientras que Curcio defiende a Orxines, y acusa a Bagoas, basándonse en un cierto desconocimiento de las costumbres persas, que le llevaron a afirmar que los sepulcros reales estaban decorados en forma muy simple y espartana (librando a Orxines de la acusación de robo de la tumba de Ciro el Grande).

## Propiedad del rey Darío III
Los reyes persas poseían amplios harenes llenos con multitudes de mujeres y de eunucos para su asistencia personal. Los eunucos cumplían su función cortesana a la perfección, ya que su ausencia de virilidad les impedía relacionarse con mujeres o fecundarlas. También eran más sumisos y débiles físicamente, cualidades que satisfacían el ideal de pareja homosexual de la época, formada por un hombre mayor y más poderoso (protector) y uno más joven y débil. Por último, la ausencia de vello y de desarrollo hormonal les confería una apariencia más feminizada y juvenil durante más tiempo. Pasada cierta edad, los eunucos tendían a engordar más que un hombre sexuado debido a su diferente metabolismo.
Un eunuco de especial belleza, como la que probablemente poseyó Bagoas, unida a su gran habilidad para la danza, se convertía en una propiedad muy valiosa en la antigua Persia. Los administradores del harén real supieron de él y, tras conocerlo, lo compraron para ponerlo a disposición del rey.
Antes de ejercer sus nuevas funciones, Bagoas debió recibir una exhaustiva formación sobre el protocolo y las normas de la corte persa, una de las más rígidas y sometidas a la figura real que existían en la época. Por ejemplo, se tenía la costumbre de efectuar la postración ante la presencia del soberano, costumbre que otras culturas, como la griega, reservaban sólo para presencias divinas.
Bagoas se convirtió rápidamente en una de las compañías preferidas de Darío III. No desarrolló sin embargo ninguna carrera política, como hicieron otros eunucos en tiempos anteriores del imperio persa. Su único poder se limitaba a recibir peticiones de favores dirigidas al rey, que formuladas por el eunuco eran frecuentemente atendidas. Este favoritismo despertó las lógicas envidias, al punto que llegó a decirse que «En Persia antes gobernaba un eunuco y ahora gobierna otro», en referencia a Bagoas, otro eunuco, gran visir y gobernante del imperio en tiempos de Artajerjes III Oco (358 a. C.-338 a. C.).

## Conquista de Alejandro Magno

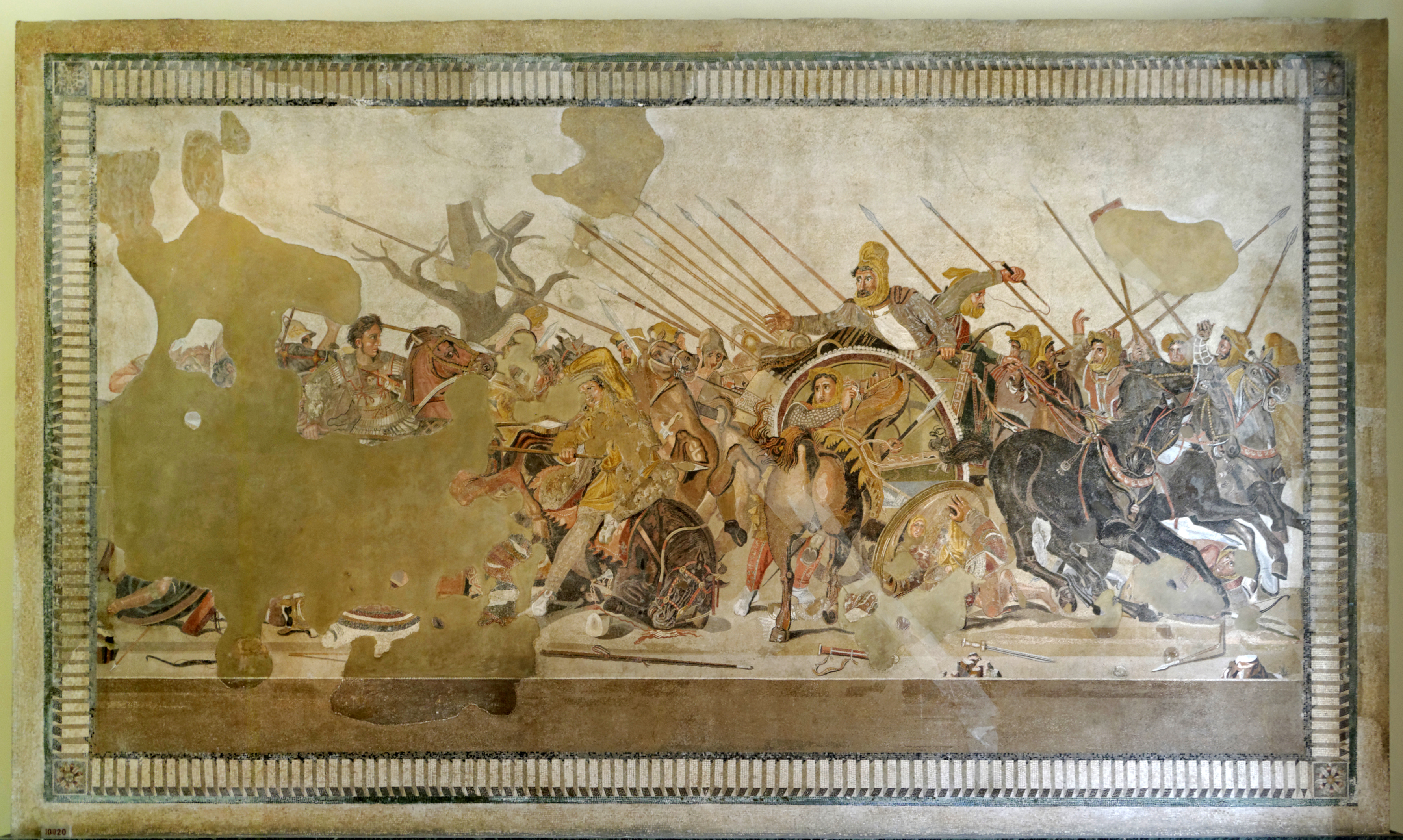
Alejandro Magno acercándose a Darío en la batalla de Issos, segunda derrota sufrida por los persas frente al ejército macedonio.

Las batallas de Issos y de Gaugamela marcaron el fin del poder aqueménida en el imperio persa, conquistado por el ejército macedonio de Alejandro. Bagoas acompañó a su señor cuando abandonó el campo de batalla de Gaugamela desesperadamente. En la huida, Darío III fue asesinado supuestamente por sus generales, y Bagoas fue raptado por uno de ellos, Nabarzanes, sabedor de la valiosa mercancía que se llevaba.
Mientras Alejandro asentaba su poder en sus nuevos territorios, Nabarzanes negoció el perdón con el conquistador, utilizando a Bagoas como presente. El objetivo era doble, ya que el eunuco había sido testigo privilegiado del asesinato de Darío, por lo que podía demostrar que Nabarzanes no había participado directamente en el regicidio (Alejandro estaba empeñado en vengarlo, a pesar de que la víctima había sido su enemigo). Así pasó a ser asistente personal de Alejandro. Con el tiempo fue una de las personas más cercanas a él, y probablemente mantuvieron una relación sentimental que no afectó sin embargo a la que ya unía a Alejandro con su gran amigo Hefestión.

## Posición en la corte de Alejandro
De nuevo la forma de comportarse de Bagoas en su privilegiada situación nos lleva a contradicciones entre los historiadores que han tratado el tema. Mientras Plutarco y Ptolomeo son benévelos con el eunuco persa, presentándolo como un servicial amigo y amante del rey, el romano Quinto Curcio nos habla de un aprovechado y retorcido cortesano, hablando de él en términos tales como «prostituto». Mary Renault ha demostrado que las opiniones de Quinto Curcio están distorsionadas por su ignorancia y sus prejuicios.  
La más famosa y reproducida situación pública de Bagoas nos es relatada por Plutarco en Vida de Alejandro: organizó el rey macedonio un concurso de danza, en el que Bagoas ganó el primer premio. En las celebraciones posteriores, estando juntos ambos delante de todos los soldados macedonios, éstos le aclamaron y pidieron al rey que lo besara, cosa que hizo. Esto se produjo en el que probablemente fue el momento de mayor popularidad de Bagoas entre el ejército, tras la travesía del desierto de Gedrosia (durante la cual, según la escritora Mary Renault, Bagoas debió haberse ganado la estima de las tropas con su fortaleza y capacidad de sacrificio).
Hubo momentos en los que Bagoas fue visto por las tropas macedonias como simplemente un «capricho» de Alejandro, y otras en las que llegó a vérsele como la prueba palpable de la persianización del rey, lo cual hacía caer la popularidad de ambos.

## Incógnita sobre su muerte
No se sabe con exactitud cuándo o dónde murió Bagoas. En el 323 a. C., muere Alejandro y a partir de ahí no hay una prueba fiable de su paradero. Posiblemente murió poco después, asesinado por alguien del entorno cercano del rey (posiblemente por Roxana, la primera esposa del rey, que también asesinó a Barsine-Estatira, la segunda esposa).
Mary Renault ha especulado con la posibilidad de que Bagoas se convirtiera en protegido de Ptolomeo I Sóter, uno de los más íntimos amigos y generales de mayor confianza de Alejandro, que en las luchas posteriores consiguió el dominio de Egipto y fundó la dinastía ptolemaica. Esta sería la única explicación razonable al elevado nivel de detalle de ciertas descripciones que Ptolomeo da en sus memorias sobre situaciones privadas en las que Bagoas sí estaba presente.